# 쓰노정 (고치현)
쓰노정(일본어: 津野町)은 일본 고치현 중서부에 위치하고 시만토강의 발원지이기도 한 다카오카군의 정이다.
2006년 3월에 민간 업자의 풍력 발전시설(1,000kW×20기)이 가동을 개시했다.

## 지리

### 인접한 자치체
- 고치현
  - 스사키시
  - 다카오카군 사카와정, 오치정, 유스하라정, 시만토정
  - 아가와군 니요도가와정

- 에히메현
  - 가미우케나군 구마코겐정

## 역사
- 2005년 2월 1일 - 하야마촌과 히가시쓰노촌이 합병해 탄생하였다.

## 교통

### 도로
- 국도 197호선
- 국도 439호선